# Куриации
Куриации (Curiacii) — альбанский род.
Фигурируют в древнеримском предании. Три брата-близнеца Куриация вступили в единоборство со своими кузенами, тремя братьями из римского рода Горациев во время войны между Римом и Альба-Лонгой. Подробнее см. Горации и Куриации.
После падения Альбы-Лонги род был принят в число римских патрициев, также имел плебейскую ветвь. В дальнейшем в римской истории упоминается, однако члены его видной роли не имели.
Дионисий Галикарнасский пишет, что эпонимом Куриациев был «какой-то местный бог, именуемый на местном наречии Яном» — Ianus Curiatius (Фест. О значении слов. С. 420).
Ливий (3, 32) упоминает консула из этого рода ок. 453 г. до н.э. и децемвира  (ibid. 33),   народный трибун P. Curiatius - в 401 г. до н.э. (Liv. 5, 11), а в 138 г. до н.э. встречается народный трибун C. Curiatius, который приказал заключить в темницу консулов этого года за то, что они не хотели согласиться на освобождение некоторых лиц от военной службы.